# سعد لبيب
سعد لبيب مكاوى (5 مارس 1921 - 4 مارس 2009) هو إعلامي مصري، وأول رئيس للتليفزيون المصري وأحد أبرز رواده، فقد إلتحق بالإذاعة المصرية عام 1950، حيث قدم العديد من البرامج الثقافية وبرامج المنوعات. وعمل خبيرًا إعلاميًا بمنظمة التربية والثقافة والعلوم اليونسكو، وكان عضوا بمجلس الأمناء بإتحاد الإذاعة والتليفزيون، ورئيس لجنة الإعلام المرئى.

## حياته
سعد لبيب مكاوي مواليد 5 مارس 1921 بالقاهرة حصل علي ليسانس من كلية الحقوق عام 1941.

## مسيرته
- عمل بالمحاماة فترة، ثم اتجه إلي العمل بالصحافة عام 1945، وعمل بجريدة النداء الأسبوعية و جريدة صوت الأمة.[3]
- انتقل للعمل في قسم الأخبار في أول مايو 1946.[4]
- عين بالإذاعة مديرًا لإدارة الأحاديث التي تعرف الآن بالبرامج الثقافية في عام 1954.[5]
- أرسل في مهمة رسمية إلي الإذاعة البريطانية بي بي سي، لحضور دورة تدريبية في عام 1955، وعنما عاد قدم للمسئولين بفكرة إنشاء البرنامج الثاني. وعين مديرًا له.
- ندب للعمل بإذاعة الإقليم الشمالي سوريا في عام 1958.[6]
- أثناء الوحدة مع سوريا أرسل في مهمة لزيارة أقسام التليفزيون بالإذاعة السورية في عام 1959 ونظم العمل بها . [7]
- ندب للعمل بالإدارة العامة للتليفزيون في عام 1960، وأشرف على الأخبار والمنوعات بالتليفزيون.[8]
- ندب لتدريس مادة الفن الإذاعي بكلية الآداب جامعة القاهرة سنة 1964 .[9]
- أصبح مديرًا عامًا للتليفزيون سنة 1965.
- عين مديرًا لمعهد التدريب التليفزيوني ببغداد سنة 1972.
- عين أستاذًا غير متفرغ بكلية الإعلام جامعة القاهرة سنة 1975 .
- أوفده اليونسكو إلي دولة قطر لإنشاء معهد التدريب الإذاعي والتليفزيوني سنة 1976 .
- عضوًا بمجلس أمناء الإذاعة والتليفزيون سنة 1982 .
- عين خبيرًا بهيئة اليونسكو سنة 1988.
- اختير رئيسا شرفيا للجنة تحكيم مهرجان الإذاعة والتليفزيون سنة 2002 .